# H. & J. Brüggen

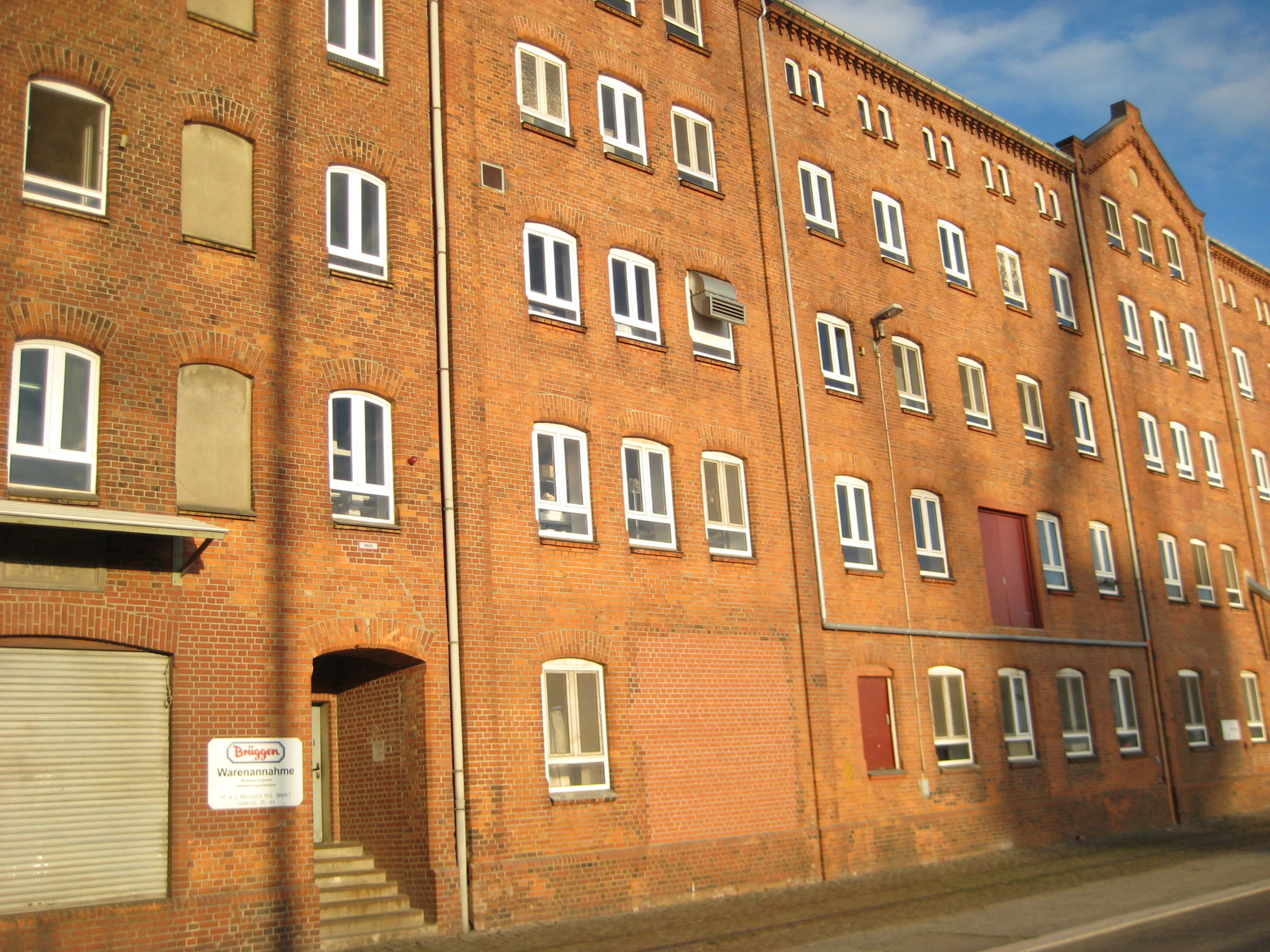
Altbau von 1899

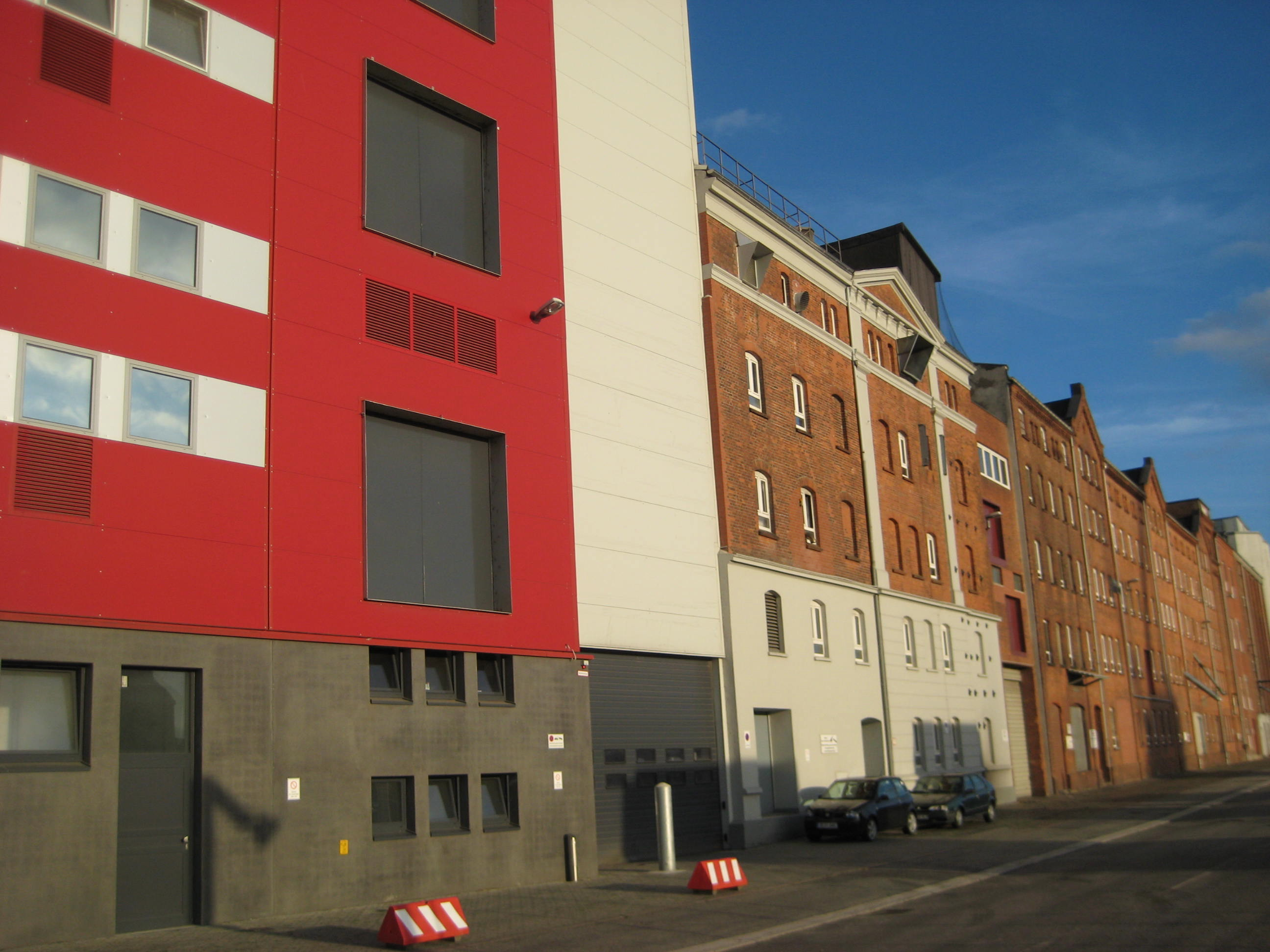
Firmengebäude an der Hafenstraße

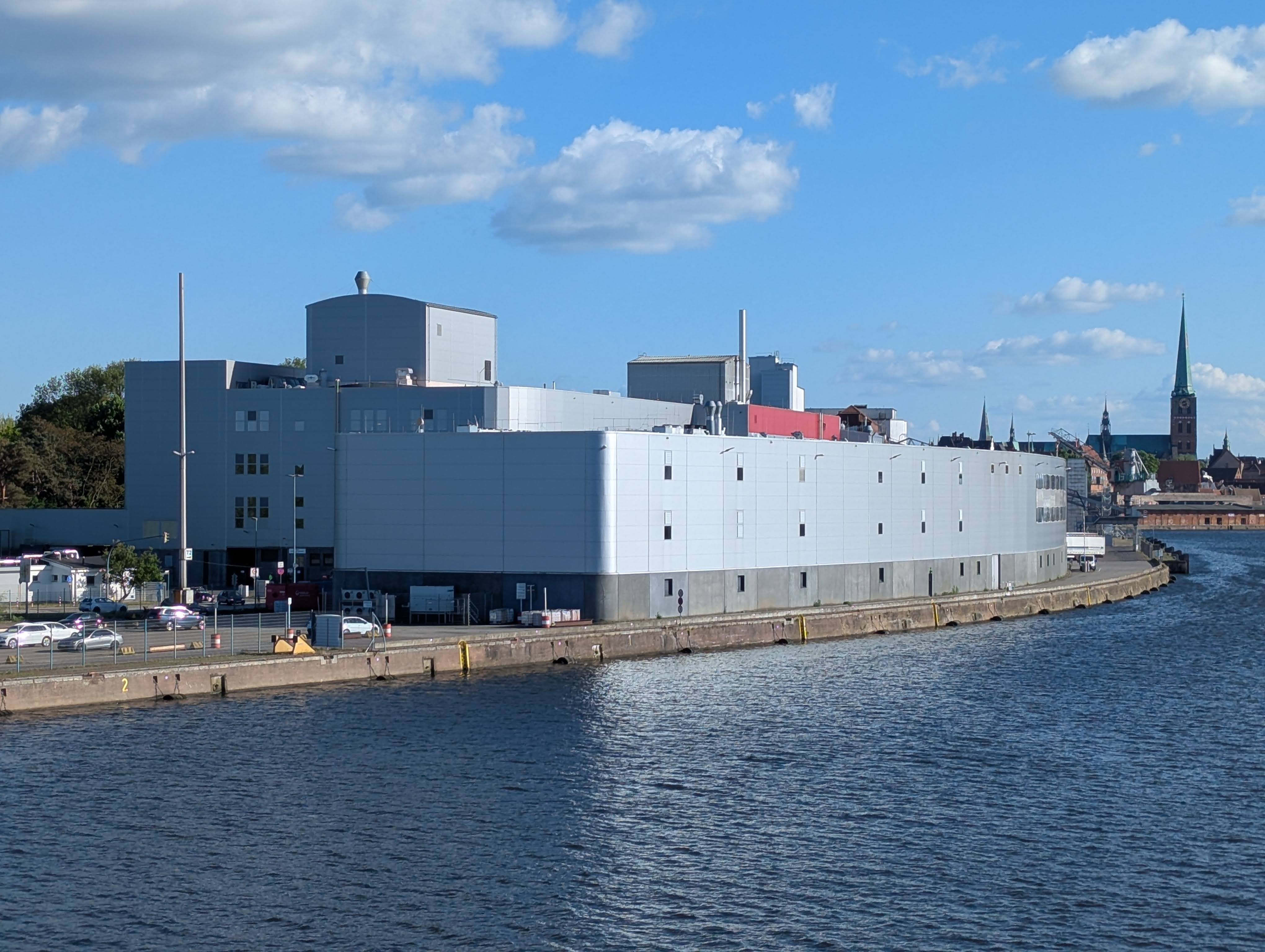
Werkshallen am Konstinkai (2025)

Die H. & J. Brüggen KG ist ein Unternehmen der Nahrungsmittelindustrie mit Hauptsitz in Lübeck, das Getreide zu Frühstücksflocken und anderen Produkten verarbeitet.

## Geschichte
Das Unternehmen entstand aus einer Mühle zur Verarbeitung von Buchweizen, die Heinrich Brüggen (26. April 1842 in Neumünster – 20. Oktober 1900 in Lübeck) und Johannes Brüggen (5. November 1843 in Neumünster – 7. Januar 1887 in Lübeck) 1868 in Neumünster gründeten. 1886 verlegten sie den Betrieb nach Lübeck, wo sie 1894 eine erste Dampfmühle für Hafer betrieben. Der Mühlenbetrieb wurde logistisch durch die Eröffnung des Elbe-Lübeck-Kanals begünstigt. Die den Hafen in diesem Bereich prägenden älteren Mühlen- und Silobauten entstanden bis 1923. Der Silo von 1923 fasst 30.000 Doppelzentner. Bereits 1959 wurde für Haferflocken eine vollautomatische Abpackanlage in Betrieb genommen, die damals die erste ihrer Art in Deutschland war.
Nachdem lange klassische Mühlenprodukte das Sortiment beherrscht hatten, wurde 1965 erstmals in Deutschland die Produktion von Cornflakes aufgenommen. 1978 begann die Herstellung von Müsli, 1985 wurde das Sortiment um Müsliriegel erweitert.
Stammsitz des Unternehmens ist nach wie vor ein Komplex in der Hafenstraße in Lübeck mit direkter Anbindung an den Lübecker Hafen. Ein Werk II zur Frühstücksflockenproduktion entstand 1989 am Lübecker Glashüttenweg, weitere Erweiterungen waren die Inbetriebnahme eines Logistikzentrums mit Hochregallager in Lübeck und die Errichtung eines neuen Müsliproduktionsgebäudes mit vollautomatischer Rohstoffversorgung, ebenfalls in Lübeck. 2009 erwarb Brüggen von der Lübecker Hafengesellschaft (LHG) den südlichen Teil des Konstinkais, um bis 2012 ein neues Werk mit Produktionshalle zu errichten.
2001 wurde eine Tochtergesellschaft in Polen (Brüggen Polska) gegründet und ein Cerealienwerk in Wilga bei Warschau gebaut. Im Herbst 2008 nahm das Unternehmen ein neues Cerealienwerk 2001und Logistikzentrum für Südwesteuropa in Thiers in Frankreich in Betrieb.
Die H. & J. Brüggen KG ist im Familienbesitz; persönlich haftende Gesellschafter sind Hanno Brüggen, Jochen Brüggen sowie Johannes Brüggen. Joachim (Jochen) Brüggen (25. September 1929–11. November 2020), trat 1951 in das Unternehmen ein; Ende 1996 übergab er die Unternehmensleitung an seine Söhne Hanno und Jochen (Jr.), die das Unternehmen gemeinsam mit ihrem Cousin Johannes Brüggen leiten.
Der Umsatz betrug im Jahr 2005 116 Millionen Euro. 2008 lag der Umsatz bei 180 Millionen Euro. 2009 beschäftigte das Unternehmen mehr als 920 Mitarbeiter im In- und Ausland, davon 240 in Polen, 140 in Frankreich und 540 im Stammhaus in Lübeck.
Im Januar 2013 meldeten die Lübecker Nachrichten, dass der Müslihersteller von der boomenden Biosprit-Produktion immer stärker bedroht werde. So seien zwei Drittel der Firmenprodukte vom Haferangebot abhängig, das durch die hohe Nachfrage nach Agrartreibstoffen immer knapper werde.
Im Jahr 2024 schloss Brüggen eine Kooperation  mit der Frischli Milchwerke GmbH in Rehburg-Loccum (Niedersachsen). Die Unternehmensneugründung The Oat Factory („Die Hafer-Fabrik“) firmiert als GmbH. Sie entwickelt und produziert in Rehburg-Loccum Haferdrinks, Haferdrink-Konzentrate und Haferprodukte für den Lebensmitteleinzelhandel und für Industriekunden.
Ebenfalls 2024 erwarb Brüggen von Dobeles Dzirnavnieks einen 50%-Anteil am lettischen Haferflocken-Hersteller Rīgas dzirnavnieks.

## Unternehmensbereiche
Brüggen beliefert die Lebensmittelindustrie mit Getreide-Rohwaren und Halbfabrikaten wie Müslimischungen für Joghurt, was etwa 25 Prozent des Umsatzes ausmacht.
Das Unternehmen ist nach eigener Angabe Marktführer im mengenmäßigen Absatz von Haferflocken in Deutschland.
Produkte wie Cornflakes und andere Frühstücksflocken, Müsli und Müsliriegel werden unter der Hausmarke Brüggen, den Zweitmarken Holstenmühle und Joe's Farm sowie unter einer Vielzahl von Handelsmarken vertrieben. Rund 60 Prozent des Jahresumsatzes stammen aus dem Geschäft mit Handelsmarken wie beispielsweise Knusperone und Gletscherkrone-Produkten für Aldi und einigen Produkten der Dachmarken Crownfield, Master Crumble und Biotrend für Lidl.